# Théophile Busnel
Ne doit pas être confondu avec Théophile Hyacinthe Busnel.
Pour les articles homonymes, voir Busnel.
 (mars 2017).
Si vous disposez d'ouvrages ou d'articles de référence ou si vous connaissez des sites web de qualité traitant du thème abordé ici, merci de compléter l'article en donnant les références utiles à sa vérifiabilité et en les liant à la section « Notes et références ».
Théophile Jean Marie Busnel né à Pontorson le 19 juillet 1843 et mort à Saint-Briac-sur-Mer le 11 septembre 1918 est un peintre, illustrateur et graveur français.
Il travaille pour François-Marie Luzel, Émile Souvestre, Paul Féval, Auguste Brizeux et Arthur de La Borderie dont il dessine l'ex-libris Qui l'aborde rie.

## Biographie
Le Répertoire général de bio-bibliographie bretonne de René Kerviler donne de Théophile Busnel l'image d'un artiste très affûté techniquement et pénétré de l'âme bretonne.
Pascal Aumasson qui fut directeur du musée de Bretagne jusqu'à 2012 en parle en ces termes : « Parmi les illustrateurs bretons du XXe siècle, Théophile Busnel occupe une position singulière. Dessinateur renommé, il connaît de réelles réussites dans le domaine de la gravure, qui lui permet d'œuvrer tout à la fois pour Paul Féval, Auguste Brizeux, Arthur de la Borderie. Ses dessins abondants sont tour à tour fantastiques, ironiques ou descriptifs (notamment pour les architectures de la vallée de la Vilaine qu'il affectionne) mais le thème breton et religieux ne disparaît jamais. En 1888, il publie ainsi deux séries d'eaux-fortes inspirées de la vie rurale bretonne[réf. nécessaire]. »
Par ailleurs, comme le souligne E. Rivière, le rédacteur de sa notice nécrologique[réf. nécessaire], Théophile Busnel fut aussi « pèlerin à Jérusalem[réf. nécessaire] ». La ville Sainte et les campagnes de la Samarie et de la Galilée lui inspirèrent des scènes bibliques qui font l'admiration des connaisseurs[réf. nécessaire].
De fait, Busnel est un fervent catholique s'impliquant dans les combats cléricaux des années 1900-1905. Actif défenseur des intérêts du calvaire de Tréguier, il met son talent de dessinateur au service des mouvements qui réagissent à l'érection en 1903 du Monument à Ernest Renan à Tréguier. Il dessina une série de 12 cartes postales, dont certaines à caractère antirépublicaine, antimaçonnique, antisémite et antidreyfusard.
Époux de Marguerite Butaut (1850-1940), il est le père de sept enfant, dont Théophile Hyacinthe Busnel, dernier né et pionnier de la bande dessinée québécoise (1882-1908).
Il meurt à Saint-Briac-sur-Mer en 1918.
Depuis 1928, une rue de Rennes porte son nom.

## Œuvres

### Ouvrages illustrés par Théophile Jean Marie Busnel

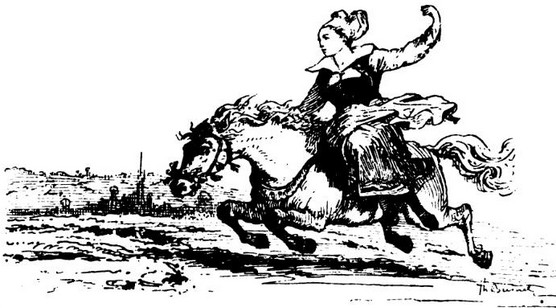
Illustration pour le conte la Groac'h de l'île du Lok d'Émile Souvestre (1891).

- 1879 : Excursion à Saint-Briac-sur-mer de Lucien Decombe.
- 1881 : La France artistique et pittoresque, tome 1 et 2.
- 1882 : Géographie pittoresque du département d'Ille-et-Vilaine d'Adolphe Orain.
- 1883 : Inventaire des monuments mégalithiques du département d'Ille-et-Vilaine de Paul Bézier, 23 dessins (18 sont conservés à Rennes au Musée de Bretagne)
- 1884 : Le Mariage de Pantin de la comtesse J. de B., musique de Paul Blétry.
- 1886 : Saint-Brieuc et ses plages de Garin de Lamorflan.
- 1886 : Paramé et ses excursions de Jean du Guildo, Monnier et Cie.
- 1887 : Bretagne - Tome I : le Pays de Léon (1re partie)[7].
- 1887 : Bretagne - Tome II : le Pays de Léon (2e partie)[8].
- 1890 : Guionvac'h - chronique bretonne de Louis Kerardven alias Louis-Antoine Dufilhol[9].
- 1891 : Contes et légendes de Basse-Bretagne d'Émile Souvestre, Ernest du Laurens de la Barre et François-Marie Luzel[10].
- 1891 : La Basse Bretagne conteuse et légendaire d'Adrien Oudin.
- 1900 : Entre deux cidres, conte du Pays Vannetais, de Louis Le Picaut.
- 1907 : Marvailhou ar Vretoned gant Claude Le Prat dit Klaoda ar Prat[11].
- 1918 : Histoire de Bretagne élémentaire d'Alain Raison du Cleuziou et Charles Lalande de Calan.
- 1994 : Contes Bretons de François-Marie Luzel, illustrés par Busnel, présentés par Françoise Morvan, Presses Universitaires de Rennes  (ISBN 2-90802-133-1).

### Peintures

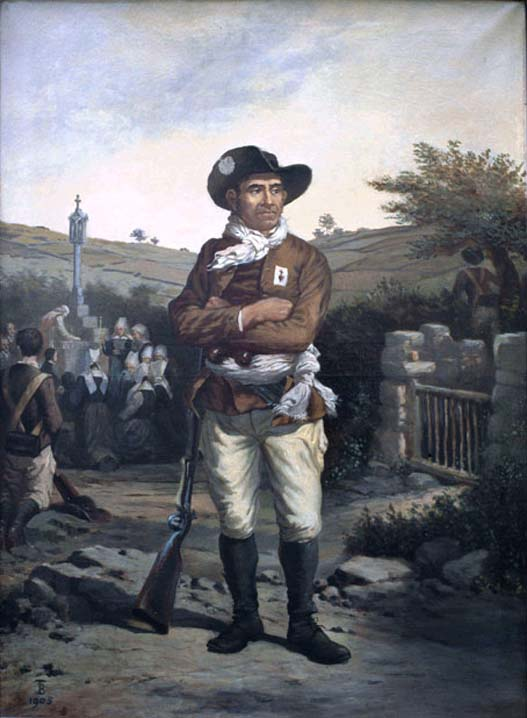
Le Roi de Bignan (1905), presbytère de Bignan.

Pascal Aumasson souligne « l'engagement de Théophile Busnel auprès de l'abbé Jérôme Buléon à Bignan qui entreprend de commémorer l'action du prêtre insermenté de Bignan l'abbé Pierre Nourry. Jérôme Buléon désirant accroître le prestige historique de Bignan, voulut faire revivre dans une série de tableaux confiés à Théophile Busnel, rappelant la grande période de la chouannerie, la vie et l’œuvre de Pierre Nourry (1743-1804)[réf. nécessaire]. »
Ces œuvres sont conservées au presbytère de Bignan :
- Messe clandestine au calvaire de Kervodigan, 1902, huile sur toile ;
- Portrait de Perrine Samson, 1905, huile sur toile, 137 × 94 cm ;
- Le Roi de Bignan (Pierre Guillemot), 1905, huile sur toile, 151 × 110 cm.

### Vitraux

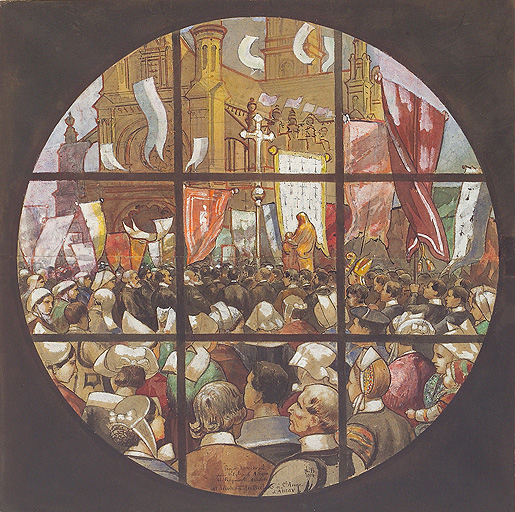
Projet de vitrail pour l'église d'Acigné. La dévotion des Bretons à sainte Anne d'Auray (1904), Rennes, musée de Bretagne.

Il réalise un vitrail pour l'église d'Acigné, La Dévotion des Bretons à sainte Anne d'Auray (1904), dont le projet est conservé à Rennes au musée de Bretagne, ainsi que trois vitraux commandés par l'abbé Jérôme Buléon pour le mur nord de l'église paroissiale de Bignan : La Messe à Kervodigan, L'Interrogatoire de Nicolazig à Kerguehennec en mars 1625 et L'Acclamation de Nourry à son retour d'exil.